# Хободская

Хободская — река в России, протекает в Юрлинском районе Пермского края. Устье реки находится в 231 км по правому берегу реки Коса. Длина реки составляет 10 км.
Исток реки на Верхнекамской возвышенности в лесном массиве в 12 км к юго-западу от посёлка Комсомольский. Течёт преимущественно в северо-восточном направлении, всё течение проходит по ненаселённому заболоченному лесу. Впадает в Косу между деревней Верхняя Коса и посёлком Комсомольский.

## Данные водного реестра
По данным государственного водного реестра России относится к Камскому бассейновому округу, водохозяйственный участок реки — Кама от истока до водомерного поста у села Бондюг, речной подбассейн реки — бассейны притоков Камы до впадения Белой. Речной бассейн реки — Кама.
По данным геоинформационной системы водохозяйственного районирования территории РФ, подготовленной Федеральным агентством водных ресурсов:
- Код водного объекта в государственном водном реестре — 10010100112111100002348
- Код по гидрологической изученности (ГИ) — 111100234
- Код бассейна — 10.01.01.001
- Номер тома по ГИ — 11
- Выпуск по ГИ — 1